# Axel Lagrelius
Axel Lagrelius, född den 16 juli 1863 i Vrängebol, Karlanda församling, Värmlands län, död den 9 november 1944 i Stockholm, var en svensk kemiingenjör, företagsledare och mecenat. Han var far till Einar Lagrelius.

## Biografi
Lagrelius föräldrar var lanthandlare A. E. Lagrelius och Laurentia Augusta,  född Biesert. Han studerade först vid Falu läroverk och genomgick därefter Norrköpings tekniska skola 1880–1883 och var från 1883 verksam vid Generalstabens litografiska anstalts kemigrafiska avdelning, för vilken han blev föreståndare 1888. Samtidigt fullföljde han som extra elev 1888–1890 sin utbildning vid Kungliga Tekniska högskolans fackskola för kemi samt blev 1894 tillförordnad föreståndare för anstalten som helhet, för vilken han var ordinarie chef 1898–1933 och bringade till ett högt tekniskt och affärsmässigt plan.
Vid bildandet 1908 av Sveriges litografiska tryckeriägares förening (från 1916 förbund) blev Lagrelius ordförande, en post han behöll till 1933. Han var verkställande direktör i Börtzells tryckeri AB 1898–1933, i Jacob Bagges sedeltryckeri 1919–1933 och i Cederqvists grafiska AB 1920–1933. Slutstenen på detta arbete var hans mycket viktiga insats vid bildandet 1913 av den stora sammanslutningen Sveriges litografiska tryckerier, i vars bolagsstyrelse han var vice ordförande ända från början och fram till sin död. Åren 1920–1924 var han tillförordnad föreståndare för Sveriges riksbanks sedeltryckeri.
Lagrelius gav ekonomiskt stöd till flera svenska vetenskapliga expeditioner, däribland de av Alfred Nathorst ledda expeditionerna till Spetsbergen 1898 och nordöstra Grönland 1899, Otto Nordenskjölds sydpolsexpedition 1902–1904 (Lagrelius Point på Antarktis är uppkallat efter honom) samt, från 1916, Johan Gunnar Anderssons forskningsresor i Kina.
Lagrelius utnämndes 1907 till hovintendent, 1920 till överintendent och var 1924–1936 generalkonsul för Finland i Stockholm. Han var en ledande kraft i Svenska sällskapet för antropologi och geografi, skattmästare där 1914–1932 och tilldelades 1938 detta sällskaps Wahlbergmedalj i guld. Han företog 1926 en resa i Kina tillsammans med det svenska kronprinsparet och tilldelades då titulär mandarinvärdighet. Från 1934 var han ordförande i föreningen Armémusei vänner. Han blev ledamot av Krigsvetenskapsakademien 1901 och filosofie hedersdoktor vid Uppsala universitet 1927.
Lagrelius var från 1922 redaktör för Generalstabens litografiska anstalts tidskrift "Globen". Hans verksamhet inom bildreproduktionen belyses i det honom på hans sextioårsdag 1923 tillägnade arbetet "Bildreproduktionen i Sverige från det nittonde århundradets början". Vid sidan av sina övriga verksamheter var han verksam som konstnär och finns representerad vid bland annat Nationalmuseum i Stockholm.

## Personligt

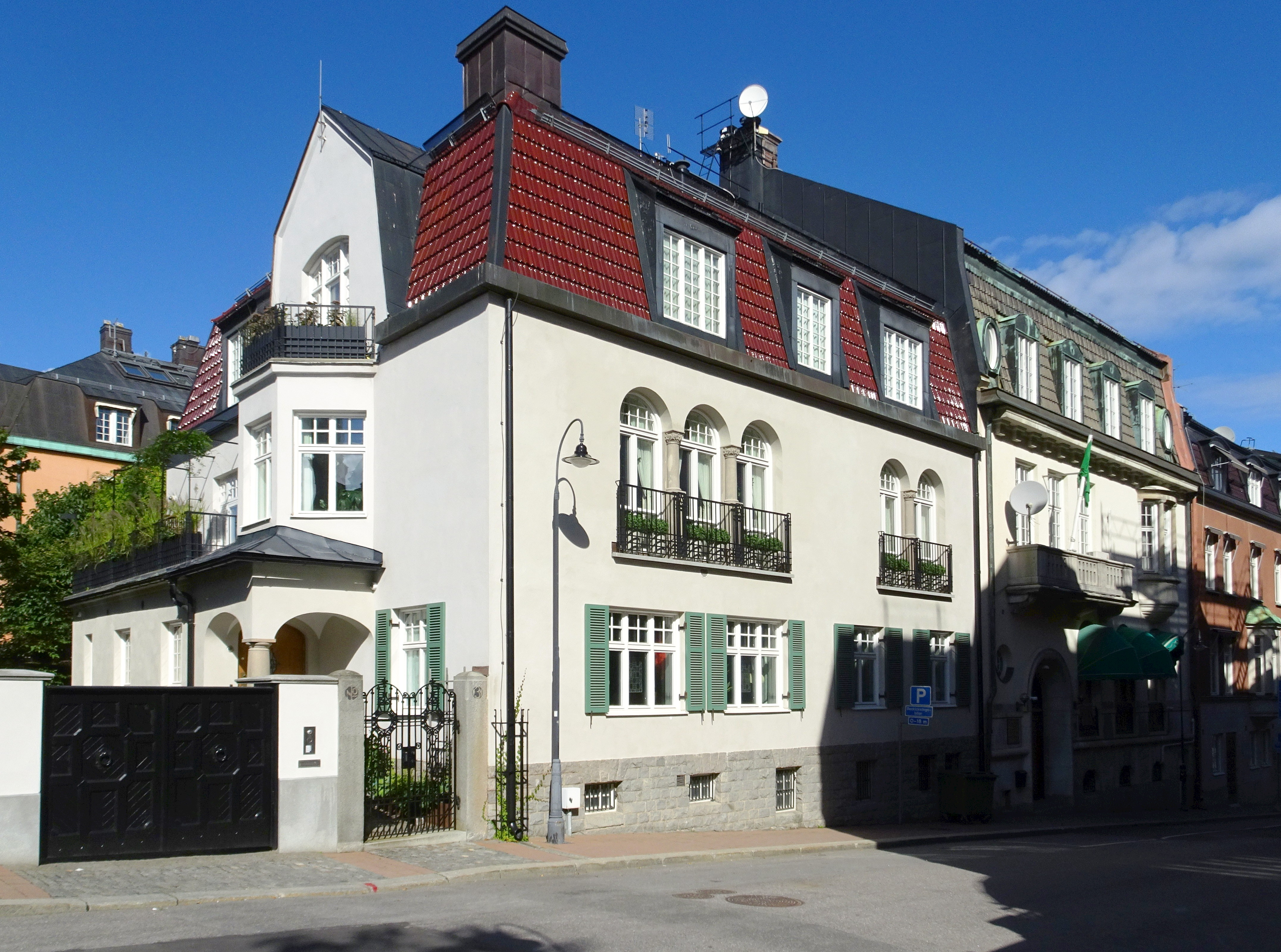
Lagrelius fastighet Trädlärkan 9 på Sköldungagatan 3 i Lärkstaden.

Lagrelius var gift med Alma Matilda Östergren (född 1866). Paret hade två barn, Einar (född 1895) och Elsa (född 1897). År 1910 flyttade familjen in i den nybyggda stadsvillan Trädlärkan 9 vid Sköldungagatan 3 i Lärkstaden. Lagerlius begravdes tillsammans med hustrun den 3 juni 1947 i familjegraven på Norra begravningsplatsen. I samma grav finns även barnen  Einar och Elsa.

## Utmärkelser

### Svenska utmärkelser
- Konung Gustaf V:s jubileumsminnestecken med anledning av 70-årsdagen, 1928.[9]
- Kommendör av första klassen av Nordstjärneorden, 6 juni 1936.[10]
- Kommendör av andra klassen av Nordstjärneorden, 6 juni 1917.[11]
- Riddare av Nordstjärneorden, 1910.[12]
- Kommendör av första klassen av Vasaorden, 6 juni 1923.[13]
- Kommendör av andra klassen av Vasaorden, 6 juni 1913.[14]

### Utländska utmärkelser
- Kommendör av första graden av Danska Dannebrogorden, tidigast 1925 och senast 1928.[15][16]
- Riddare av Danska Dannebrogorden, senast 1915.[17]
- Kommendör av första klassen av Finlands Vita Ros’ orden, tidigast 1925 och senast 1928.[15][16]
- Kommendör av andra klassen av Finlands Vita Ros’ orden, tidigast 1921 och senast 1925.[15][18]
- Andra graden av första klassen av Kinesiska Gyllene skördens orden, tidigast 1921 och senast 1925.[15][18]
- Andra klassen av Kinesiska Gyllene skördens orden, tidigast 1918 och senast 1921.[18][19]
- Tredje klassen av Japanska Heliga skattens orden, senast 1915.[17]
- Riddare av andra klassen av Ryska Sankt Stanislausorden, senast 1915.[17]
- Riddare av första klassen av Norska Sankt Olavs orden, senast 1915.[17]
- Riddare av Österrikiska Frans Josefsorden, senast 1915.